# Дом коменданта (Полоцк)
Дом коменданта — историческое здание XVIII века в Полоцке, памятник архитектуры (номер 212Г000611). Расположен по адресу: Замковый проезд, дом 4, на площади Свободы (старый адрес: Замковый переулок, 3).

## История
Дом построен на Парадной площади Полоцка для коменданта, по проекту губернского архитектора И. Зигфридана, к 1784 году. На обоих этажах находилось по двое покоев (позднее планировка изменена). С 1830 года дом в военном ведомстве. В 1833—1835 гг. здание реконструировано в стиле позднего классицизма. Использовался как жилой дом для чиновников Полоцкого кадетского корпуса. В 1921—1922 гг. в доме жил большевик Я. Ф. Фабрициус, в 1967 году в его честь на доме размещена мемориальная доска. В конце XX века здание занимало административное учреждение. В настоящее время в здании расположено Полоцкое книжное издательство.

## Архитектура
Двухэтажный кирпичный дом оформлен в стиле классицизма. Дом в плане имеет прямоугольную форму. Гладкие стены прорезаны прямоугольными оконными проёмами. Оконные проёмы декорированы простыми наличниками. Фасады венчает простой карниз. К дворовому фасаду пристроена лестница, ведущая на второй этаж. Оформление дома единообразно с соседним домом 2а — домом вице-губернатора.